# Machimus atricapillus
Machimus atricapillus är en tvåvingeart som först beskrevs av Fallen 1814.  Machimus atricapillus ingår i släktet Machimus och familjen rovflugor. Inga underarter finns listade i Catalogue of Life.